# American Football bei den Olympischen Spielen
American Football, eine Variante des Football, wurde 1904 und 1932 im Demonstrationsprogramm der Olympischen Sommerspiele vorgestellt, wobei der Status als Demonstrationssportart 1904 umstritten ist. 1904 spielten College-Mannschaften im Rahmen ihrer regulären Saison gegeneinander. Schließlich wurde American Football 1932 "offiziell" als Demonstrationssport ausgeübt.
Obwohl American Football seitdem nicht mehr bei den Olympischen Spielen stattfindet, haben verschiedene American-Football-Spieler vor, während oder nach ihrer Zeit im American Football in anderen Sportarten an den Olympischen Spielen teilgenommen. Nachfolgend eine Auswahl ohne Anspruch auf Vollständigkeit:
 Jim Thorpe (1912: Fünf- und Zehnkampf-jeweils Gold)

 Glenn Davis (1956/1960: 400m Hürden-Gold, 1960 4x400m-Gold)

 Henry Carr (1964: 200m-Gold, 4x100m Sprint-Gold)

 Bob Hayes (1964: 100m Sprint-Gold) *

 Tommie Smith (1968: 200m Sprint-Gold)

 Johnny Jones (1976: 4x100m Sprint-Gold)

 Michael Carter (1984: Kugelstoßen-Silber)

 Herschel Walker (1992: Zweierbob)

 Michael Bates (1992: 200m Sprint-Bronze)

 Carlin Isles (2016: 7er-Rugby)

 Jahvid Best (2016: 100 m Sprint)
Im Jahr 2013 erkannte das Internationale Olympische Komitee (IOC) die International Federation of American Football (IFAF) vorläufig an und bereitete eine mögliche Abstimmung über ihre zukünftige Teilnahme an den Olympischen Spielen vor. Im Jahr 2015 lehnte das IOC jedoch den Antrag der IFAF ab, American Football in die Olympischen Sommerspiele 2020 aufzunehmen. Die IFAF startete daraufhin Bemühungen, stattdessen Flag Football bei den Olympischen Sommerspielen einzuführen, die berührungslose Variante des American Football, bei der die Spieler Flaggen vom Ballträger abreißen, anstatt sie anzugreifen. Das IOC genehmigte schließlich 2023 die Einbeziehung bei den Sommerspielen 2028.

## Sommerspiele 1904

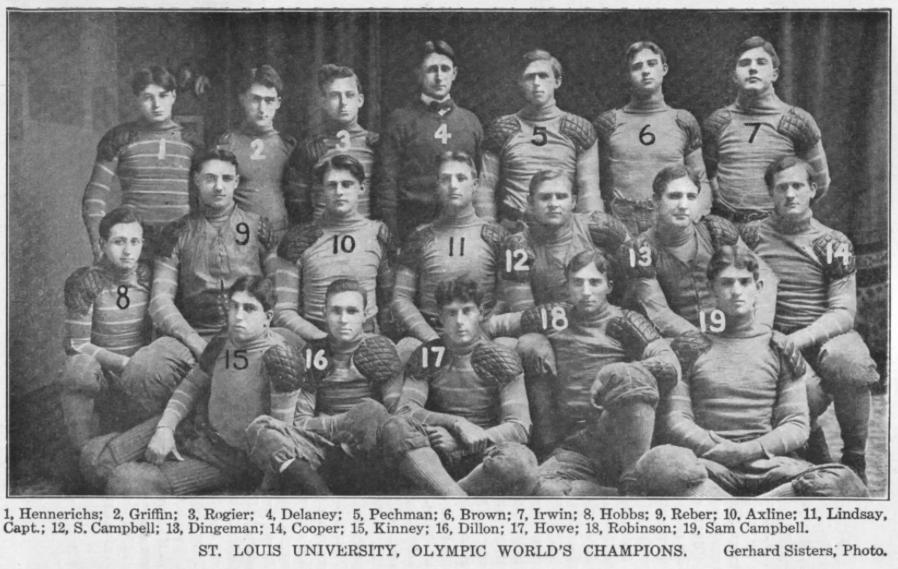
"Olympiasieger 1904" St. Louis University

Die Saint Louis University und die Washington University in St. Louis wollten zunächst eine olympische Footballmeisterschaft austragen, konnten diese jedoch nicht offiziell ausrichten. Am Ende spielten beide Teams einfach ihre regulären Saisonspiele, was den Status als offizielle Demonstrationssportart zweifelhaft machte. St. Louis wurde zum Sieger erklärt. Da das Francis Field das Hauptstadion der Olympischen Sommerspiele 1904 war, galten nur diese Spiele als Demonstration für olympische Zuschauer.

## Sommerspiele 1932
Am 8. August fand im Los Angeles Memorial Coliseum ein einziges Spiel statt. Das Spiel war ursprünglich als Entscheidungsspiel zwischen den Meistern der jeweiligen Verbände, der University of Southern California von der Westküste und die Yale University von der Ostküste gedacht, kam jedoch nicht zustande. Es wurde deshalb ersatzweise ein All-Star-Game ausgetragen. Senioren von drei westlichen Universitäten (University of California, Stanford und Southern California) traten gegen diejenigen aus dem Osten (Harvard, Yale und Princeton) an. Das Westteam gewann mit einem Ergebnis von 7:6.